# Champion (supermercado)
Champion fue un grupo francés de supermercados que pertenecía a CSF, filial del grupo Carrefour. Existió desde 1969 hasta 2010, cuando la marca fue eliminada en favor de Carrefour Market.

## Historia
El primer supermercado Champion fue inaugurado en 1969 en Mondeville, Calvados (Francia) por el grupo de distribución Promodès, dirigido por Paul-Auguste Halley y sus dos hijos. Durante años fue la marca usada por Promodès para unificar todas sus medianas superficies en Francia y Bélgica, mientras que los hipermercados adoptaron el nombre Continente en 1972. 
Cuando Promodès se fusionó con Carrefour en 1999, el nuevo grupo renombró en 2000 todos los hipermercados (Carrefour) y los supermercados (Champion). La marca tuvo una rápida expansión en otros países, tanto en Europa (Polonia, Grecia y Turquía) como en América del Sur (Argentina y Venezuela); en España, los establecimientos que operaban bajo la marca Simago se convirtieron en Champion.
A partir de 2008, el grupo Carrefour anunció un rediseño de identidad: los supermercados que gestionaba Champion pasaron a llamarse Carrefour Express (pequeñas superficies) y Carrefour Market (medianas superficies). De este modo la marca desapareció oficialmente en 2010, subsistiendo sin embargo la sociedad Supermercados Champion, S.A., aunque algunas tiendas continúan bajo la titularidad de Grupo Supeco Maxor, S.L., adquirido por Carrefour en 2002.